# ETOPS
Le ETOPS (Extended Range Twin-engine OPeration Standards) sono regole aeronautiche applicate a voli a lungo raggio effettuati con aeromobili bimotori commerciali sopra zone con scarsa presenza di aeroporti adeguati agli atterraggi di emergenza, come gli oceani o le zone desertiche.

## Storia
Le prime restrizioni operative applicate a bimotori a pistoni furono introdotte nel 1953 negli USA dall'FAA attraverso le FAR 121.161, le quali limitavano la copertura delle rotte ad un'ora di distanza da un aeroporto alternato di emergenza. Esse furono applicate fino al 1964 anche a trimotori ma potevano essere modificate caso per caso, su richiesta dell'operatore aereo.
I requisiti ICAO per le ETOPS entrarono in vigore a partire dal 1985, quando furono introdotti per applicare un livello generale di sicurezza operativa per aeromobili bimotori, che fosse in linea con quello degli aeromobili a tre e quattro motori, ai quali non sarebbero state applicate restrizioni. Tutto questo fu necessario poiché l'affidabilità e l'autonomia degli aerei stessi stavano aumentando così rapidamente da permettere voli intercontinentali su rotte sempre più distanti da aeroporti utilizzabili in caso di emergenza. Il primo volo autorizzato fu effettuato da un Boeing 767-200 della compagnia aerea americana TWA, il 1 febbraio 1985 lungo la tratta Boston-Parigi. Dopo diversi anni di discussione su come agevolare ulteriormente la possibilità dei lunghi voli intercontinentali di percorrere rotte così remote, nel 2012 fu nuovamente cambiato l'annesso 6 ICAO, emendamento 36, il quale introdusse il nuovo concetto di EDTO (Extended Diversion Time Operations), che avrebbe sostituito definitivamente le ETOPS, estendendo la normativa anche ad aerei con più di due motori, introducendo il concetto di Tempo soglia (Threshold Time), ovvero un limite temporale stabilito dagli Autorità aeronautiche nazionali entro il quale una determinata tipologia di aeromobile deve raggiungere ad una velocità prefissata un aeroporto alternato di emergenza lungo la rotta. Tuttavia da allora, sebbene le EDTO siano state ampiamente accettate, il suo acronimo non è stato adottato completamente ed è rimasto l'uso di ETOPS, avallato anche nell'Annesso 6, dove viene spiegato che i due concetti sono correttamente accorpati nelle stesse regole e documentazioni, in quanto le ETOPS corrisponderebbero ad un tempo soglia equivalente a 60 minuti, valido per i bimotori.  Per questo motivo il termine ETOPS è stato mantenuto sia dalla FAA, che convertì nel 2007 il suo significato in ExTended OPerationS, che da altre autorità aeronautiche, tra le quali l'europea EASA.

Rappresentazione grafica del concetto di volo ETOPS

## Introduzione
Le ETOPS forniscono linee guida per effettuare voli con aerei bimotori a turbina effettuati oltre 60 minuti di volo da aeroporti alternati lungo la rotta fino a dei tempi massimi di diversione, autorizzati per ogni tipologia di aeromobile e per ogni operatore aereo o per la combinazione di entrambi. Inoltre assistono gli Stati a stabilire dei tempi soglia per ogni tipologia di aeromobile.
Il massimo tempo di diversione è la distanza, espressa in tempo di volo, da un punto lungo la rotta ad un aeroporto alternato fino al quale lo Stato dell'operatore aereo può garantire le operazioni dell'operatore stesso. Quando lo Stato autorizza il tempo massimo di diversione dell'operatore aereo, esso non dovrà considerare soltanto la capacità operativa del tipo di aereo, tenendo conto di qualsiasi tipologia di limitazione descritta nelle caratteristiche del modello, ma anche l'esperienza pregressa dell'operatore stesso su simili tipi di aerei o sulle rotte previste.
In generale tale normativa viene applicata ai vettori aerei che intendono operare con bimotori con una configurazione di posti superiore a 20, oppure con una massa massima al decollo di oltre 45360 kg oltre i 60 minuti di tempo di volo alla velocità con un motore non operativo approvata in condizioni di aria calma e Atmosfera standard da un aeroporto adeguato.

## Operazioni oltre i 60 minuti da un aeroporto alternativo
In generale le operazioni non necessitano di autorizzazioni specifiche aggiuntive approvate dallo Stato dell'operatore aereo a meno che queste non ricadano nelle EDTO, ovvero non oltrepassino i tempi soglia definiti per quel tipo di aeromobile. Per determinare se un punto lungo la rotta si trovi oltre 60 minuti di tempo di volo da un aeroporto alternato, l'operatore aereo dovrebbe innanzitutto scegliere una velocità ad un motore non operativo per ogni specifico tipo di aeromobile bimotore, e una velocità con tutti i motori operativi per aerei a 3 o 4 motori. La distanza è quindi calcolata dal punto di diversione seguito da una crociera per 60 minuti alla specificata velocità, in condizioni di Atmosfera standard e in condizioni di aria calma.
Nel rilasciare il volo oltre i 60 minuti da un aeroporto alternato fino al tempo soglia stabilito per quel tipo di aeromobile, devono essere considerati i seguenti aspetti:
- Identificare alcuni aeroporti alternati lungo la rotta;
- assicurare che, prima della partenza, l'equipaggio sia provvisto delle informazioni più aggiornate possibili sugli aeroporti alternati lungo la rotta selezionati, incluso lo stato operativo e le condizioni meteorologiche, e in volo, rendere disponibile all'equipaggio stesso, attraverso qualsiasi mezzo disponibile, le informazioni meteo più aggiornate;
- metodi per assicurare le comunicazioni biunivoche tra aeroplano e il centro di controllo operativo dell'operatore aereo;
- assicurare che l'operatore abbia i mezzi per monitorare le condizioni lungo la rotta pianificata inclusi gli aeroporti alternati ed assicurare che le procedure siano in atto così che l'equipaggio sia informato su qualsiasi situazione possa influenzare la sicurezza del volo;
- assicurare che la rotta prevista non superi il tempo soglia stabilito, a meno che l'operatore aereo non sia autorizzato alle operazioni EDTO;
- i sistemi di manutenzione pre-volo includano lo stato di ogni voce delle anomalie compatibili;
- disponibilità di comunicazioni ed aiuti alla navigazione;
- disponibilità di carburante e
- disponibilità di informazioni rilevanti per le prestazioni degli aeroporti alternati selezionati lungo la rotta.

Inoltre, operazioni condotte con aerei bimotori richiedono che, prima della partenza ed in volo, le condizioni meteo degli aeroporti alternati identificati lungo la rotta siano uguali o superiori alle minime operative aeroportuali richieste durante la finestra temporale stimata di utilizzo dello stesso.

## Sistemi significativi
I sistemi significativi ETOPS, sono quei sistemi a bordo dell'aeromobile, inclusi i sistemi di propulsione, il cui guasto o malfunzionamento potrebbero influenzare negativamente la sicurezza di un volo ETOPS o che il loro funzionamento sia specificatamente importante per proseguire il volo ed atterrare durante una diversione. Sono classificati in due gruppi. Nel primo gruppo rientrano tutti quei sistemi che hanno caratteristiche di sicurezza intrinseca direttamente collegati al grado di ridondanza relativo al numero di motori dell'aeromobile; i sistemi il cui guasto o malfunzionamento potrebbero provocare una piantata motore, una perdita del controllo della spinta o altre perdite di potenza; i sistemi che contribuiscono significativamente alla sicurezza durante una diversione provvedendo ad una ridondanza addizionale per ogni risorsa perduta come risultato di un motore inoperativo e i sistemi essenziali al prolungamento di operazioni ad altitudini con motore inoperativo. Al secondo gruppo appartengono invece tutti gli altri sistemi.

## EDTO per aeromobili bimotori
In aggiunta a quanto previsto per le operazioni oltre i 60 minuti da un aeroporto alternato, le operazioni con aeromobili bimotori dove il tempo di diversione ad un aeroporto alternato è superiore al tempo soglia stabilito dallo Stato dell'Operatore richiedono ulteriori requisiti:
- Principi operativi e di pianificazione:
  - Il Flight Dispatcher o il comandante dovrebbero assicurare normalmente che la lista delle anomalie compatibili, le comunicazioni, gli aiuti alla navigazione, la disponibilità di carburante, le prestazioni dell'aereo e le condizioni degli aeroporti alternati siano considerati in maniera appropriata;
  - nel caso di una piantata motore, l'aereo può proseguire fino al più vicino aeroporto lungo la rotta ed atterrare in sicurezza e
  - nel caso di una perdita di un sistema significativo, l'aereo può proseguire fino al più vicino aeroporto lungo la rotta ed atterrare in sicurezza a meno che non sia stato determinato che non ci sia un degrado sostanziale nella sicurezza se si decide di proseguire il volo.
- Carburante critico EDTO. L'aereo bimotore dovrebbe trasportare carburante sufficiente per volare ad un aeroporto alternato. Nel determinare tale quantità si deve considerare:
  - Il carburante necessario per giungere alla nuova destinazione da un punto critico lungo la rotta, in tre differenti condizioni, e prendere in considerazione quale delle tre è più limitativa. Esse sono:
    - Depressurizzazione, con diversione effettuata a velocità che può essere differente dalla velocità ad un motore inoperativo;
    - Piantata motore, con diversione effettuata a velocità ad un motore inoperativo usata per determinare le distanze soglia e massime di diversione;
    - Entrambi i guasti.

  - Carburante necessario per attivare eventuali sistemi di sghiacciamento;
  - Carburante aggiuntivo per correggere gli errori di previsioni di vento;
  - Carburante necessario per una eventuale attesa sull'aeroporto alternato, per l'avvicinamento e la discesa;
  - Carburante per considerare eventuale degrado nelle prestazioni di consumo di carburante lungo la rotta e
  - Carburante per l'utilizzo dell'APU, se richiesto.

## Area delle operazioni
L'area oltre i 60 minuti di volo da un aeroporto alternato, nella quale il volo è sottoposto alla normativa ETOPS,  è detta Area delle operazioni. Il primo punto lungo la rotta che si trova a più di 60 minuti di volo da un aeroporto alternato è chiamato Entry point mentre il successivo punto lungo la rotta oltre il quale il volo ritorna ad avere una copertura di 60 minuti fino alla destinazione è detto Exit point. La porzione di rotta compresa tra questi due punti significativi è detta segmento ETOPS. Una lista di Adequate Airports per ogni specifica area delle operazioni dovrebbe essere presentata alle autorità competenti locali come integrazione all'autorizzazione operativa e divenire parte delle specifiche operative dell'operatore aereo (Operational Specifications). Questi aeroporti devono soddisfare alcuni criteri, tra i quali: disponibilità dell'aeroporto stesso, presenza di almeno un sistema di avvicinamento di tipo strumentale, assistenza operativa a terra (controllo del traffico aereo, uffici meteo ed illuminazione pista).

## Aeroporti alternati più utilizzati
Eareckson Air Station, Shemya, arcipelago delle Aleutine (PASY)
Aeroporto di Cold Bay, Cold Bay (Alaska) (PACD)
Aeroporto di King Salmon, King Salmon (Alaska) (PAKN)
Henderson Field, atollo di Midway (PMDY)
Wake Island Airfield, Isola di Wake (PWAK)
Bucholz Army Airfield, Kwajalein (PKWA)
Base aerea di Lajes (LPLA)
Santa Maria (LPAZ)
Bermuda (TXKF)
Keflavík (BIKF)
Saint John's (CYYT)
Gander (CYQX)
Stephenville (CYJT)
Shannon (EINN)